# Корнеліу Копосу
Корнеліус Копосу (1916—1995) — румунський консервативний політик.